# 不可思議 (数)
不可思議（ふかしぎ）は漢字文化圏における数の単位のひとつである。
不可思議が具体的にいくつを示すかについては、時代や地域により異なっており、また、現在でも人により解釈が分かれる。一般的には 1064 を指すと考えられているが、1080 とする人もいる。
語源は名のとおり、思ったり、議論したりすることが不可なほど大きい数字、という関係から名づけられた。

## 概要
不可思議は、元の朱世傑による『算学啓蒙』において極以上の他の単位とともに初めて登場した。不可思議は仏教用語からとられたものである。当時はすでに中数が使用されており、不可思議は那由他 (10112) の万万倍で 10120 となる。
日本では、『塵劫記』の寛永4年（1627年）の初版に初めて登場する。この版では、載までを下数、極以上を万万進としたため、不可思議は那由他 (1039) の万万倍で 1047 となる。寛永8年版では載までを中数の万進に改めたため、不可思議は那由他 (1072) の万万倍で 1080 となった。寛永11年版で万進に統一され、不可思議は那由他 (1060) の万倍の 1064 となった。ただし、今日でも寛永8年版を根拠に不可思議を1080とする人もいる。
不可思議の位および前後の位の命数は以下のようになる。
| 10112 | 一那由他     |
| ⋮     | ⋮            |
| 10119 | 千万那由他   |
| 10120 | 一不可思議   |
| 10121 | 十不可思議   |
| 10122 | 百不可思議   |
| 10123 | 千不可思議   |
| 10124 | 一万不可思議 |
| 10125 | 十万不可思議 |
| 10126 | 百万不可思議 |
| 10127 | 千万不可思議 |
| 10128 | 一無量数     |

| 1039 | 一那由他     |
| ⋮    | ⋮            |
| 1046 | 千万那由他   |
| 1047 | 一不可思議   |
| 1048 | 十不可思議   |
| 1049 | 百不可思議   |
| 1050 | 千不可思議   |
| 1051 | 一万不可思議 |
| 1052 | 十万不可思議 |
| 1053 | 百万不可思議 |
| 1054 | 千万不可思議 |

| 1072 | 一那由他     |
| ⋮    | ⋮            |
| 1079 | 千万那由他   |
| 1080 | 一不可思議   |
| 1081 | 十不可思議   |
| 1082 | 百不可思議   |
| 1083 | 千不可思議   |
| 1084 | 一万不可思議 |
| 1085 | 十万不可思議 |
| 1086 | 百万不可思議 |
| 1087 | 千万不可思議 |
| 1088 | 一無量大数   |

| 1060 | 一那由他   |
| ⋮    | ⋮          |
| 1063 | 千那由他   |
| 1064 | 一不可思議 |
| 1065 | 十不可思議 |
| 1066 | 百不可思議 |
| 1067 | 千不可思議 |
| 1068 | 一無量大数 |

## 使用例
- ジョーカーを除いたトランプの山のパターンの数 (= 52!)

52! = 8065不可思議8175那由他1709阿僧祇4387恒河沙8571極6606載3685正6403澗7669溝7528穣9505𥝱4408垓8327京7824兆0000億0000万0000.
- 11番目の完全数 2106(2107 - 1) = 2213 - 2106

1不可思議3164那由他0364阿僧祇5856恒河沙9648極3372載3975正3460澗4587溝2291穣0223𥝱4723垓1838京6943兆1177億8372万8128

## 華厳経における不可思議
『華厳経』の中では、六十華厳にのみ不可思議が登場し、これを次のような数としている。
- 1010×2114＝10207691874341393105141219853168803840 ≒ 102.1×1035

なお、六十華厳における「不可思議転」はこの不可思議の2乗となっている。

## 単位の関連
- 命数法
- 数の一覧
- 数の比較